# 25021 Нісчайкумар
25021 Нісчайкумар (25021 Nischaykumar) — астероїд головного поясу, відкритий 17 серпня 1998 року.
Тіссеранів параметр щодо Юпітера — 3,570.